# Empresa Tala Pando Montevideo
La Empresa Tala Pando Montevideo, es una empresa y operador de transporte de Canelones, con sede en la ciudad de Pando. 

## Historia
En los años cuarenta la familia Gutiérrez comienza a operar un servicio de pasajeros entre Tala y Montevideo, teniendo como destino intermedio a la ciudad de Pando,  recorridos que le darían nombre a la compañía.  Al poco tiempo de iniciado el servicio, el mismo adquiere la denominación de línea 10A y la autorización a operar por parte de las autoridades, su denominación que no surge de casualidad, ya que la misma hace referencia a la sección policial de la ciudad de Tala. 
Con la puesta en marcha de la línea 10A, la cual sumaría nuevos recorridos y variantes, que con el tiempo se irían convirtiendo en nuevas líneas, 14A y 14AB. En sus inicios sus recorridos culminaban en el centro de Montevideo, en los años setenta todos sus recorridos se centralizaron en el Control de Dante, hasta construirse la terminal Baltasar Brum en los años noventa, desde donde parten todos sus servicios hacia las localidades de Pando, Tala, Migues, Montes y San Jacinto. 
En 2013 asumió la operación de cuatro líneas urbanas de Canelones, las líneas T1, T4, T5 y T14.

## Actualidad

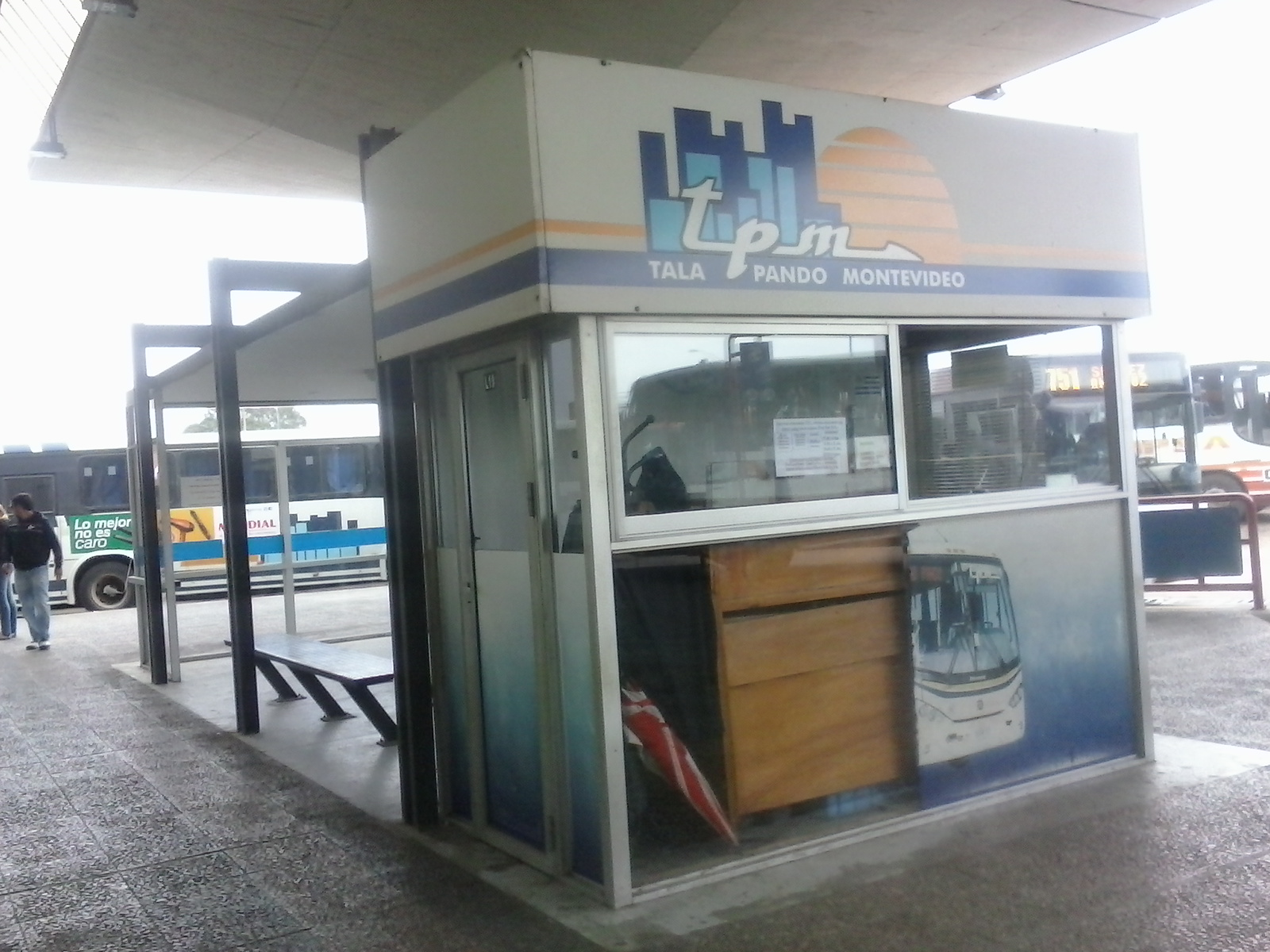
Agencia en la terminal Baltasar Brum

Sus unidades y líneas, conocidas y denominadas coloquialmente por sus usuarios como Carlucho, en referencia a su fundador Carlos Gutiérrez, forman parte desde el año 2020 del Sistema de Transporte Metropolitano. La introducción a este sistema, creado en 2008 por la Intendencia de Montevideo significó la modificación de algunas de sus líneas y recorridos. En la actualidad gestiona la operación de siete líneas urbanas de Canelones y cuatro líneas suburbanas de Montevideo. 